# Farian Sabahi
Farian Sabahi (Alessandria, Itàlia, 1967) és una historiadora italoiraniana, actualment és professora a les universitats de Torí i de Roma, on imparteix cursos sobre Història contemporània de l'Iran i sobre cultura política de l'islam. Va estudiar a Milà i Bolonya, abans de doctorar-se a la prestigiosa School of Oriental and African Studies (SOAS) de Londres. És autora de diverses publicacions sobre l'Iran actual, i s'ha interessat especialment per la situació de les dones i els drets humans al país, així com per les relacions entre l'Iran i Israel. També col·labora regularment amb diversos mitjans de comunicació italians, com La Stampa i ll corriere della sera.